# Milk River
Milk River er en flod der løber i delstaten Montana i USA og provinsen Alberta i Canada. Den er en biflod til Missourifloden, og er 1.173 km lang. Flodens afvandingsområde er på 61.642 km², hvoraf 21.442 km² i Canada og 40.199 km² i Montana.
Milk River har udspring i Glacier County i det nordvestlige Montana, og løber derfra ind i den sydlige del af Alberta, hvor den passerer byen Milk River og Writing-on-Stone Provincial Park. Den drejer derefter mod sydøst og løber igen ind i Montana, hvor den munder ud i Missouri 20 km nedstrøms fra Fort Peck-demningen.
Milk er den nordligste af Missouris større bifloder, og repræsenterer dermed den nordligste udstrækning af Mississippiflodens afvandingsområde.
Navnet Milk River kom fra kaptajn Meriwether Lewis, i Lewis og Clark-ekspeditionen, som beskrev floden i sin dagbog: «vandet i denne flod har en besynderlig hvidhet, omtrent som farven av en kop te blandet med en spiseskefuld mælk. Ud fra farven af vandet kaldte vi den Milk River.»
Farven på vandet kommer fra stenmel som er opløst i vandet. Disse finmalede sedimenter skyldes gletsjererosion ved Milk Rivers kilder.